# Compasso (araldica)
In araldica il compasso è simbolo di giustizia, profondità di senno e conoscenza del mondo. Nella sua posizione araldica ordinaria è collocato aperto e con le punte rivolte in basso.

D'argento, al castello torricellato di due, di rosso, aperto e finestrato del campo, sormontato sulle due torri da un compasso, al naturale (stemma di Sesto San Giovanni)
D'azzurro, al compasso d'oro (Lignières, Svizzera)
D'oro, al compasso di rosso (Rieumes, Francia)
Compasso d'oro (Besazio, Svizzera)
Compasso aperto d'argento (Ascoli Satriano)
Emblema della Repubblica Democratica Tedesca (1955-1990)

## Usi storici
Tra le famiglie storiche di Teramo, il compasso è stato utilizzato per esemplificare il messaggio "a lo parlare agi misura" (sii misurato nel parlare) e compare in uno stemma degli Antonelliani. Esso è stato recuperato da un edificio medioevale distrutto nel quartiere di Porta Romana, ed è presente a monito nella sala del consiglio comunale di Teramo.
Il simbolo del compasso ricorre inoltre nell'emblema della massoneria, dove tra gli altri significati richiama la lettera A, ossia il principio di tutte le cose. Era presente anche nello stemma della Repubblica Democratica Tedesca.